# Vahto
Vahto è stato un comune finlandese di 1 881 abitanti, situato nella regione del Varsinais-Suomi. Il comune è stato soppresso nel 2009.